# Masaki Kō
Masaki Kō (真崎航 20 tháng 7 năm 1983 – 18 tháng 5 năm 2013) là một diễn viên phim khiêu dâm đồng tính người Nhật Bản. Trong số những diễn viên nổi tiếng trong ngành phim khiêu dâm đồng tính Nhật Bản, Masaki là diễn viên phim khiêu dâm Nhật Bản đầu tiên công khai mình là người đồng tính cả trong phim lẫn đời thực. Với sự nghiệp bắt đầu từ năm 2009 đến năm 2013, anh tham gia khoảng 200 bộ phim.

## Tiểu sử
Masaki sinh ngày 20 tháng 7 năm 1983 tại Morioka, tỉnh Iwate. Khi học cấp hai, anh thường đến Shinjuku Ni-chōme, khu đồng tính ở Tokyo, sau khi tìm hiểu về nơi này qua tạp chí dành cho người đồng tính nam Peanuts. Anh sau đó học đại học ở Sapporo, đồng thời làm tiếp viên hàng không và lao động tình dục. Sau khi tốt nghiệp, anh làm urisen (mại dâm nam) tại một quán bar đồng tính nam ở Nakano, Tokyo.
Năm 2009, anh được công ty sản xuất Japan Pictures tìm kiếm và tuyển vào làm diễn viên phim người lớn đồng tính. Trong khi Masaki lúc đầu xuất hiện trong các bộ phim với vai trò là một gōguruman ("người đàn ông đeo kính", thuật ngữ chỉ một nam diễn viên khiêu dâm muốn che giấu danh tính bằng cách đeo kính bơi hoặc kính râm màu), anh từ bỏ quy tắc này để trở thành một trong những diễn viên phim khiêu dâm đồng tính nam đầu tiên ở Nhật Bản công khai xuất hiện trong các bộ phim người lớn mà không che giấu danh tính của mình. Masaki lấy cảm hứng từ nội dung khiêu dâm châu Âu và dùng những gì anh cho là có nét trình diễn "phương Tây" trong các bộ phim của mình; điều này chủ yếu gồm đến việc diễn xuất với vai trò là một người đồng tính nam, trái ngược với các kịch bản khiêu dâm đồng tính nam đặc trưng của Nhật Bản tập trung vào các kịch bản lỗi thời hoặc bạo dâm liên quan đến các diễn viên dị tính. Masaki đã tham gia khoảng 200 bộ phim trong sự nghiệp kể từ năm 2009 đến năm 2013.
Bên cạnh việc đóng phim khiêu dâm, Masaki còn làm người mẫu đồ lót và một go-go boy. Anh là người ủng hộ việc xét nghiệm HIV và sử dụng bao cao su, và đẩy mạnh các sáng kiến tình dục an toàn ở Nhật Bản, Trung Quốc và Đài Loan. Năm 2012, anh xuất hiện trong video âm nhạc cho đĩa đơn "How Beautiful You Are" của nghệ sĩ Hamasaki Ayumi, miêu tả anh hôn người bạn đời lúc đó là Tien Tien.
Masaki bị viêm phúc mạc và trải qua nhiều cuộc phẫu thuật để điều trị căn bệnh này. Vào ngày 18 tháng 5 năm 2013, anh qua đời ở tuổi 29 do viêm ruột thừa và nhiễm trùng huyết do vỡ manh tràng.

## Tác động
Masaki được coi là một trong những diễn viên phim khiêu dâm đồng tính nam nổi tiếng và thành danh nhất ở Nhật Bản, Rich Bellis của The Awl viết rằng Masaki "đã tạo nên sự nổi tiếng trong một công việc nơi mà chưa từng tồn tại trước đây". Masaki là diễn viên phim khiêu dâm đồng tính Nhật Bản đầu tiên công khai mình là người đồng tính cả trong phim lẫn đời thực, và là một trong những ví dụ điển hình nhất về một diễn viên phim khiêu dâm đồng tính Nhật Bản trở nên chuyên nghiệp sau khi vào ngành công nghiệp nanpa (săn tìm nghiệp dư).
Học giả Thomas Baudinette coi Masaki là "định nghĩa của ikanimo-kei" (nghĩa là "kiểu đồng tính nam lộ"), một thuật ngữ trong văn hóa đồng tính Nhật Bản chỉ những người đồng tính nam có thể chất khỏe mạnh, điển trai, tham gia vào cuộc sống về đêm và theo xu hướng thời trang. Baudinette cho rằng sự nổi tiếng của Masaki một phần có thể là do hình thể đầy nam tính của mình kết hợp với việc anh công khai là một người đồng tính nam, điều này cho phép anh "đại diện cho một hình mẫu về quan điểm đồng tính 'nam tính' một cách rõ ràng nhằm thu hút những người đàn ông đồng giới Nhật Bản", trái ngược với bối cảnh truyền thông Nhật Bản vào thời điểm đó có đầy rẫy những "diễn viên hài đảo trang [...] được hiểu là người đồng tính thường xuyên xuất hiện như đối tượng hài hước trên các chương trình truyền hình tạp kỹ Nhật Bản."